# Brissopsis
Genre
Espèce
Brissopsis est un genre d'oursins irréguliers de l'ordre des Spatangoida et de la famille des Brissidae.
L'espèce type est Brissopsis elegans L.Agassiz, 1847. Il y a aussi dix espèces fossiles.

## Caractéristiques

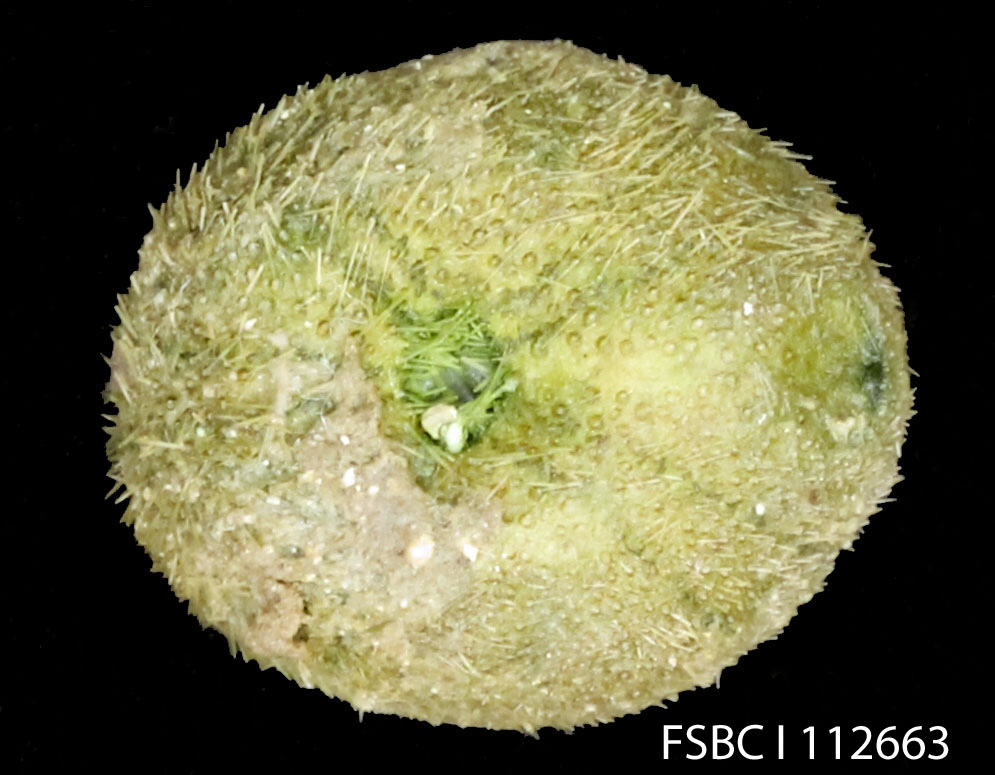
Face orale du même Brissopsis alta

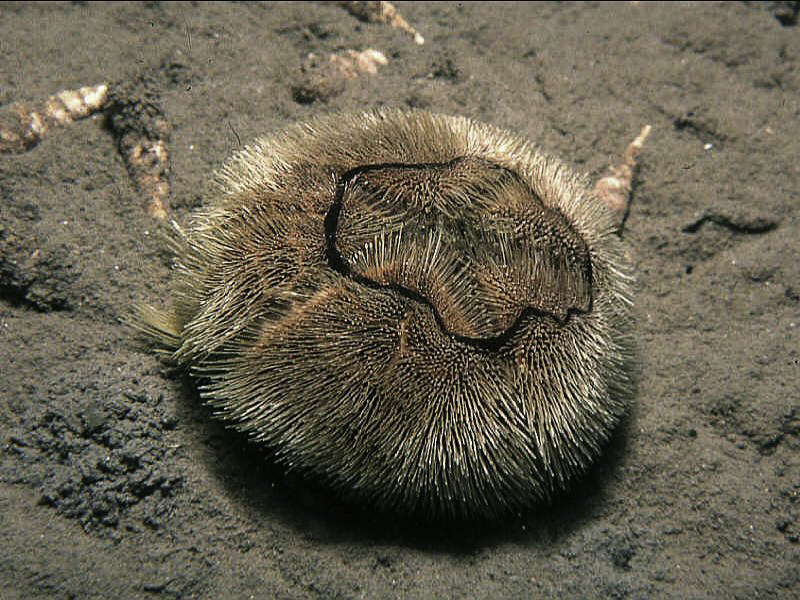
Brissopsis lyrifera

Ce sont des oursins irréguliers dont la bouche et l'anus se sont déplacés de leurs pôles pour former un « avant » et un « arrière ». La bouche se situe donc dans le premier quart de la face orale, et l'anus se trouve à l'opposé, tourné vers l'arrière. La coquille (appelée « test ») s'est également allongée dans ce sens antéro-postérieur.
Le test est ovale avec un sulcus antérieur peu profond.
Le disque apical est ethmolytique, portant 4 gonopores ; la plaque madréporitique est plus longue que les autres.
L'ambulacre antérieur est étroit et légèrement enfoncé. Certains podia sont transformés en instruments de creusage. Les paires de pores sont unisériées adapicalement, avec une large zone granuleuse.
Les autres ambulacres sont pétalloïdes, la paire antérieure formant un angle presque droit. Ces pétales sont légèrement enfoncés, avec des côtés droits, et fermés distalement. Les pétales postérieurs sont subparallèles, et presque confluents chez certaines espèces.
Le périprocte est assez réduit, situé en haut de la face postérieure.
Le péristome est plus large que long, en forme de haricot.
La plaque labrale est en forme de champignon, courte et large, largement en contact avec les plaques sternales. Elle ne s'étend pas au-delà de la première plaque ambulacraire dans l'espèce-type.
Les tubercules et radioles aborales sont assez homogènes, sans gros tubercules primaires différenciés.
Le plastron est triangulaire, modérément développé. Les plaques épisternales s'effilent postérieurement.
Les fascioles subanal et autour des pétales est bien développés, et colorés chez les individus vivants ; une caractéristique déterminante de ce genre est le fasciole subanal bilobé (alors qu'il est en forme de bouclier chez Metalia et Plagiobrissus).

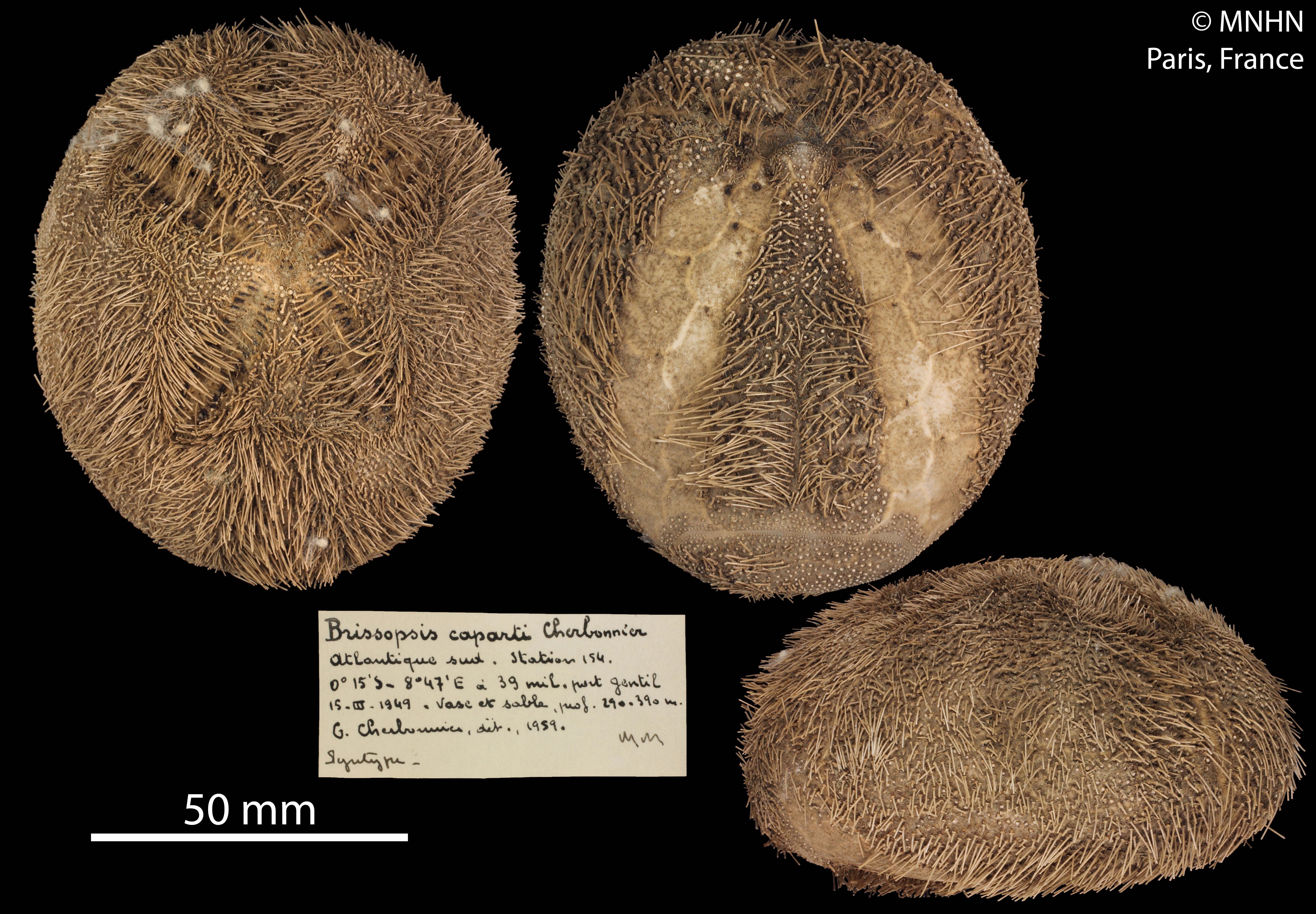
Brissopsis caparti (MNHN)

Ce genre semble être apparu à l'Éocène, et demeure répandu dans l'Indo-Pacifique, en Atlantique et Méditerranée.

## Liste des espèces
Selon World Register of Marine Species (21 février 2014) :
- Brissopsis alta Mortensen, 1907 -- Golfe du Mexique
- Brissopsis atlantica Mortensen, 1907 -- Atlantique tropical et Caraïbes
- Brissopsis bengalensis Koehler, 1914 -- Golfe du Bengale
- Brissopsis caparti Cherbonnier, 1959 -- Golfe de Guinée
- Brissopsis columbaris A. Agassiz, 1898 -- Pacifique centre-américain
- Brissopsis elongata Mortensen, 1907 -- Caraïbes
- Brissopsis evanescens Mortensen, 1950 -- Afrique du sud
- Brissopsis jarlii Mortensen, 1951 -- Golfe de Guinée
- Brissopsis luzonica (Gray, 1851) -- Indo-Pacifique tropical
- Brissopsis lyrifera (Forbes, 1841) -- Europe (Atlantique et Méditerranée)
- Brissopsis micropetala Mortensen, 1948 -- Philippines
- Brissopsis obliqua Mortensen, 1948 -- Philippines
- Brissopsis oldhami Alcock, 1893 -- Océan Indien
- Brissopsis pacifica (A. Agassiz, 1898) -- Pacifique centre-américain
- Brissopsis parallela Koehler, 1914 -- Océan Indien
- Brissopsis similis Mortensen, 1948 -- Philippines
- Brissopsis zealandiae Mortensen, 1921 -- Nouvelle-Zélande
- Brissopsis aguayoi Sánchez Roig, 1952 †
- Brissopsis blanpiedi Grant & Hertlein, 1938 †
- Brissopsis crescenticus Wright, 1856 †
- Brissopsis fermori Vredenburg, 1922 †
- Brissopsis japonica Nisiyama, 1968 †
- Brissopsis makiyamai Morishita, 1957 †
- Brissopsis steinhatchee Cooke, 1942 †

### Paléontologie: espèces fossiles
Selon Paleobiology Database, les dix espèces suivantes sont présentes dans le registre fossile :
- †Brissopsis aguayoi Sanchez Roig 1952,
- †Brissopsis atlantica Moretensen 1907,
- †Brissopsis balnpiedi Grant and Hertlein 1938,
- †Brissopsis columbaris Agassiz 1840,
- †Brissopsis hectori Hutton 1873,
- †Brissopsis jimenoi Cotteau 1875,
- †Brissopsis luzonica Gray 1851,
- †Brissopsis pacifica Agassiz 1898,
- †Brissopsis praeluzonica Fell 1964,
- †Brissopsis steinhatchee Cooke 1942[4].

### sp.: Espèce non découverte mais décrite au MNHN
Le MNHN a 19 spécimens classés dans l'espèce Brissopsis sp., non découverte et non attribuée donc.
Le genre  Brissopsis n'a jamais été retrouvé in situ dans les faluns bretons,,.

## Galerie

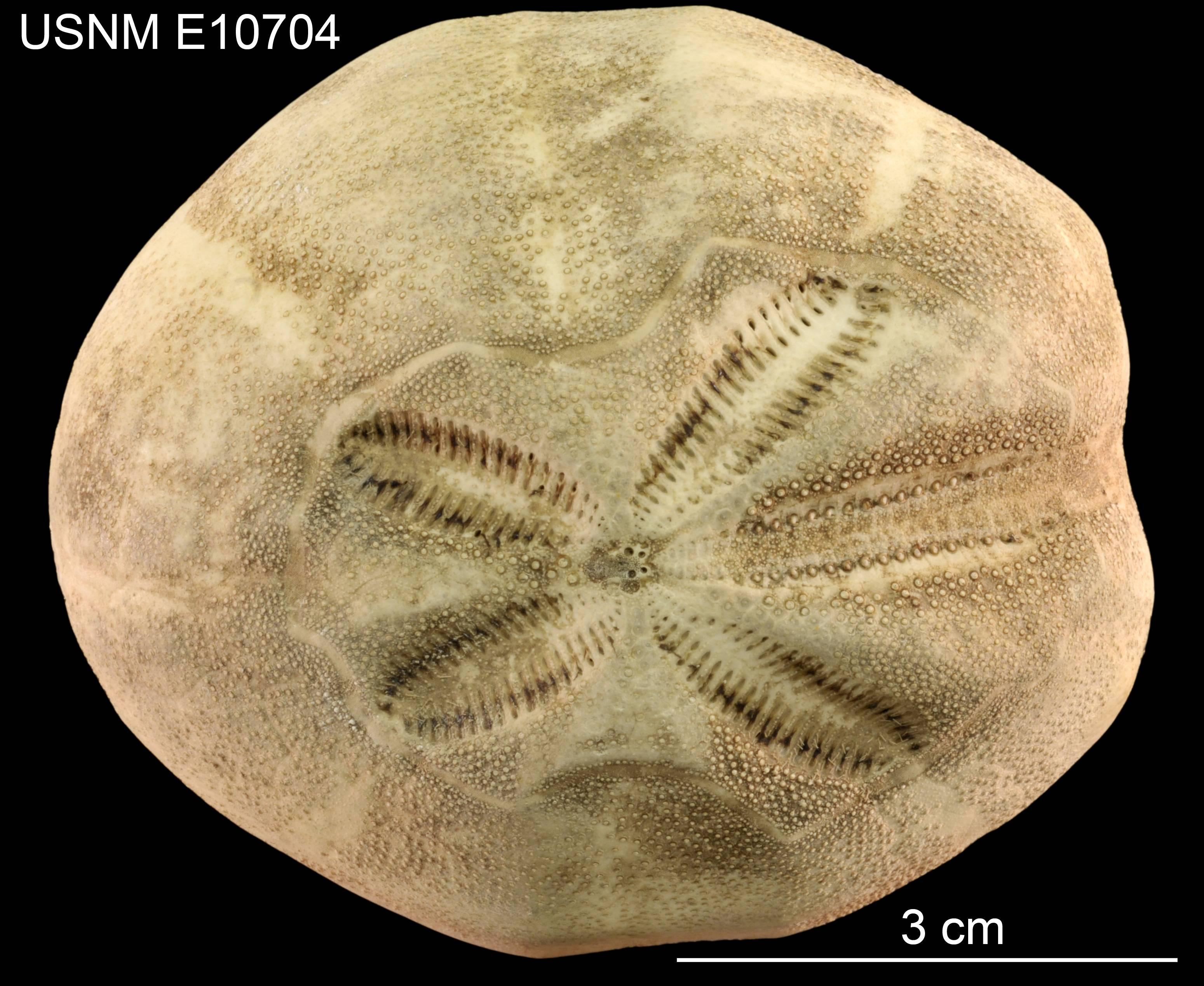
Brissopsis alta (USNM)
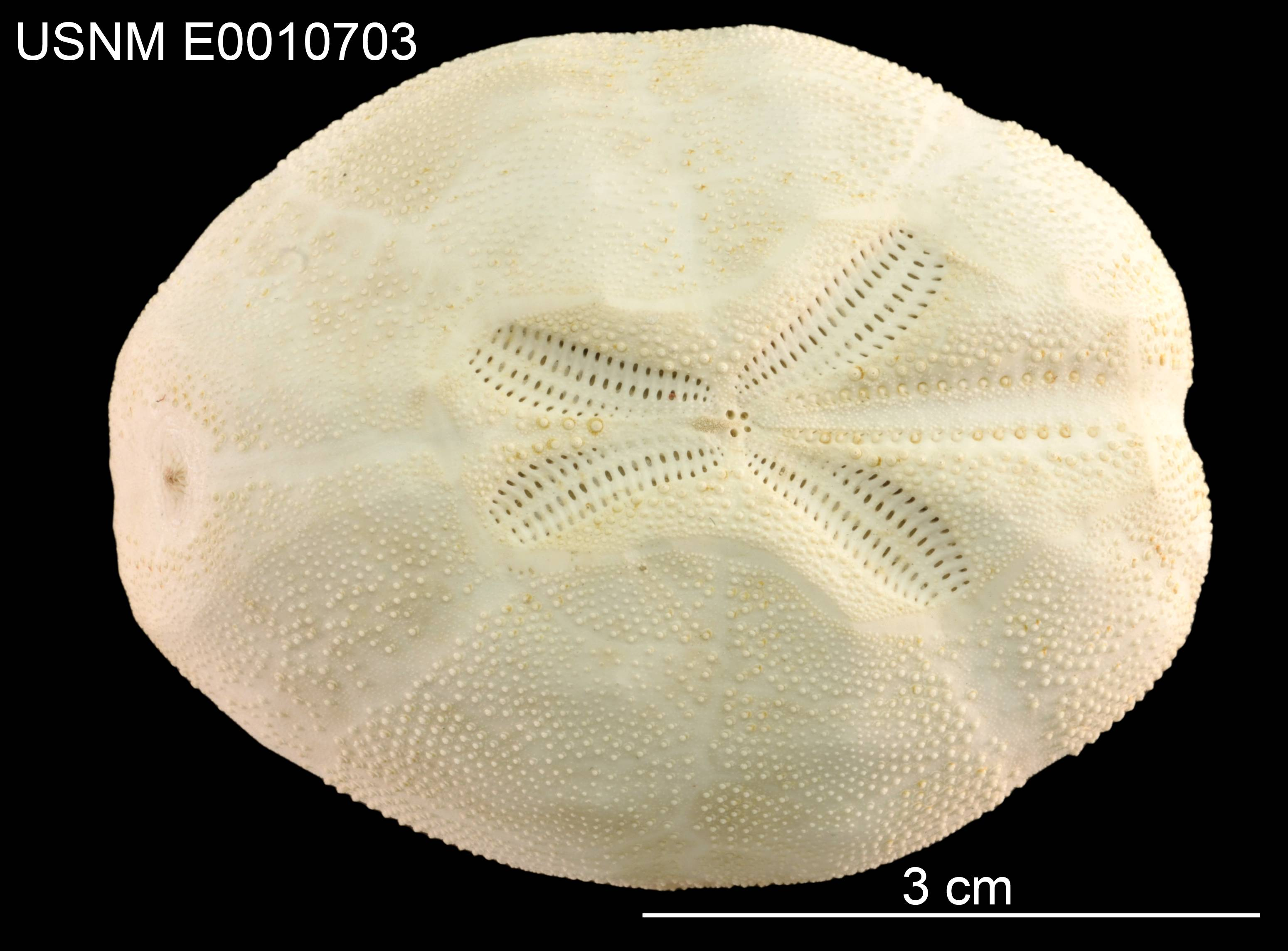
Brissopsis atlantica (USNM)
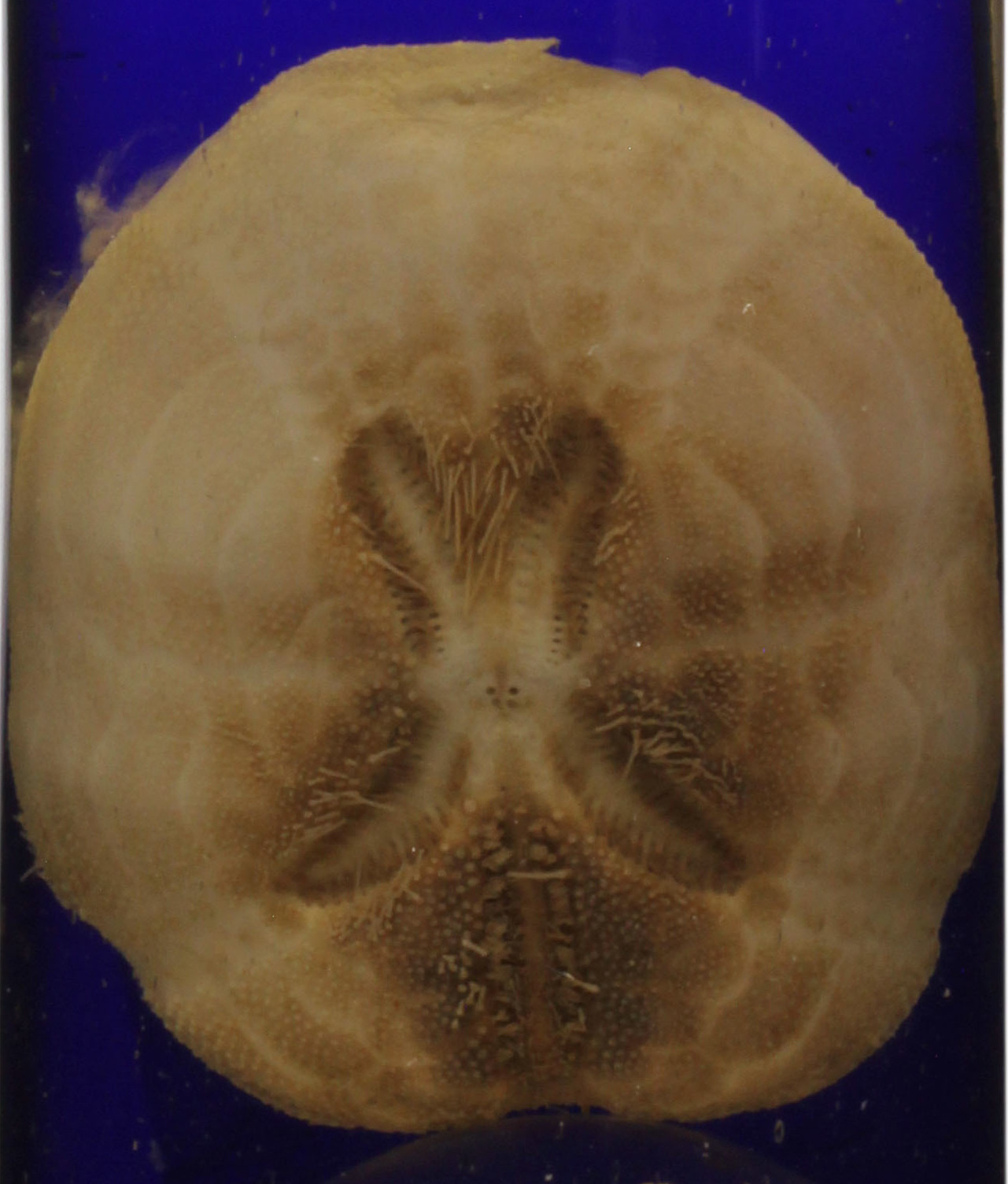
Brissopsis bengalensis (MNHN)
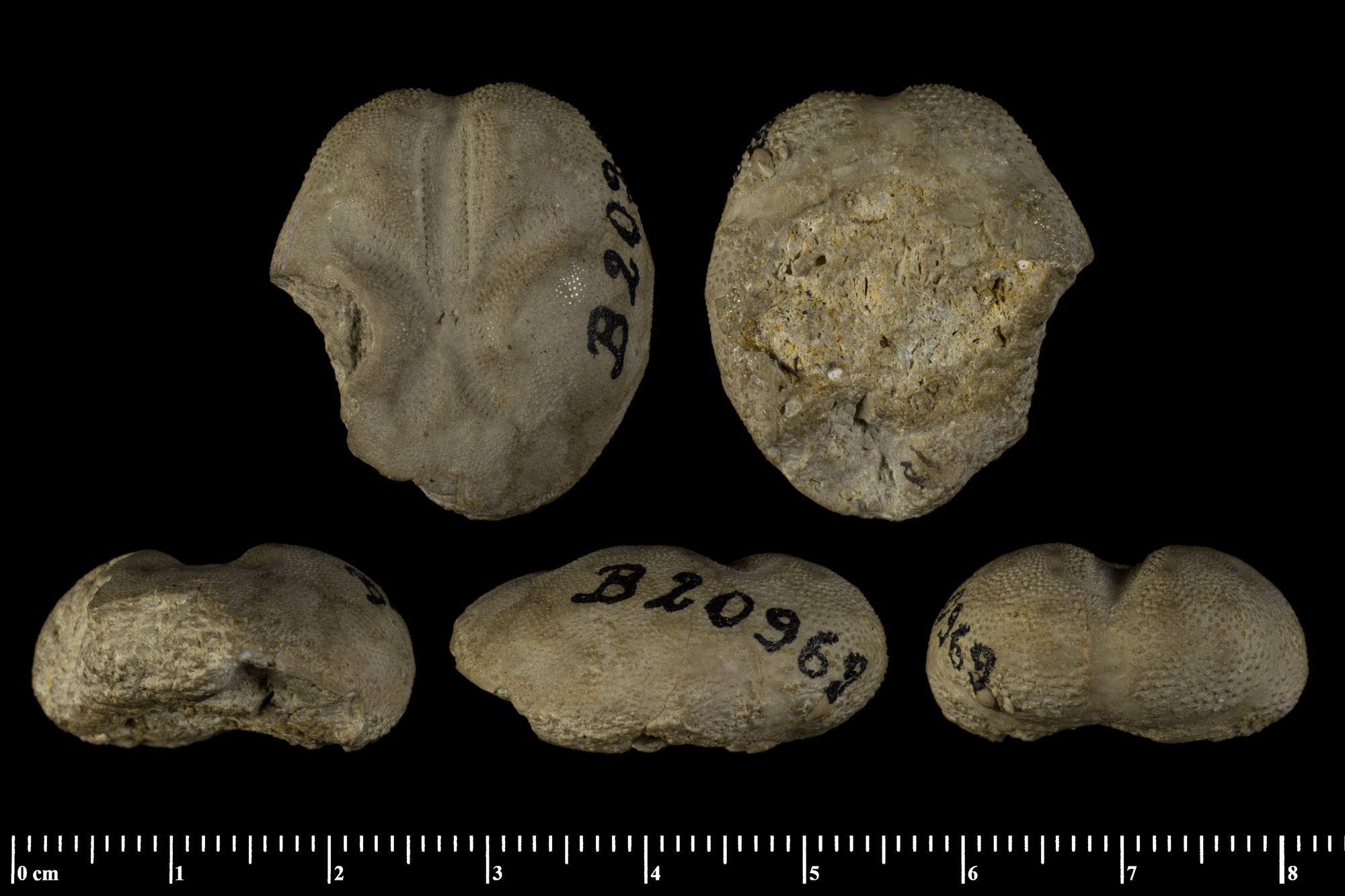
Brissopsis elegans (MNHN)
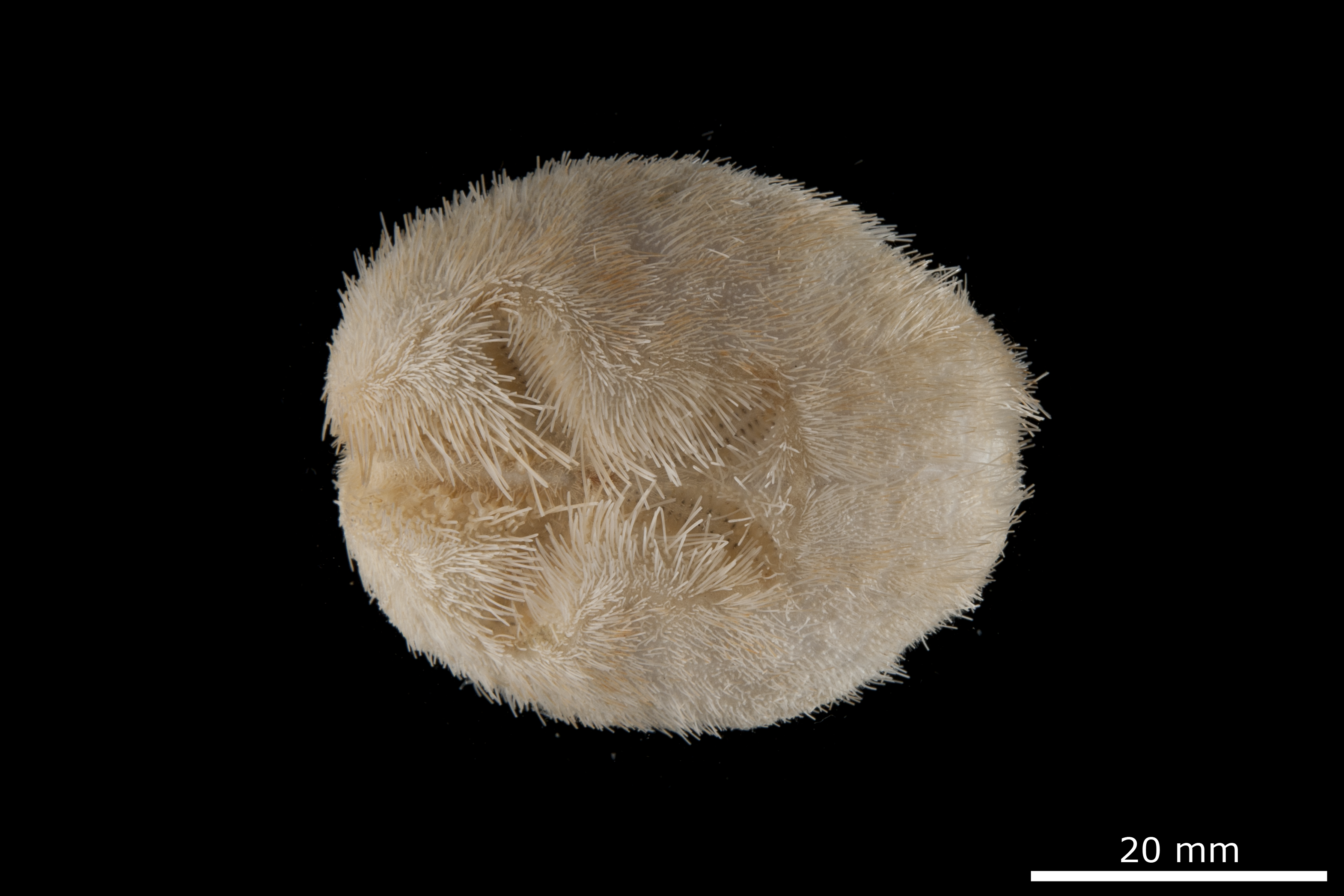
Brissopsis elongata
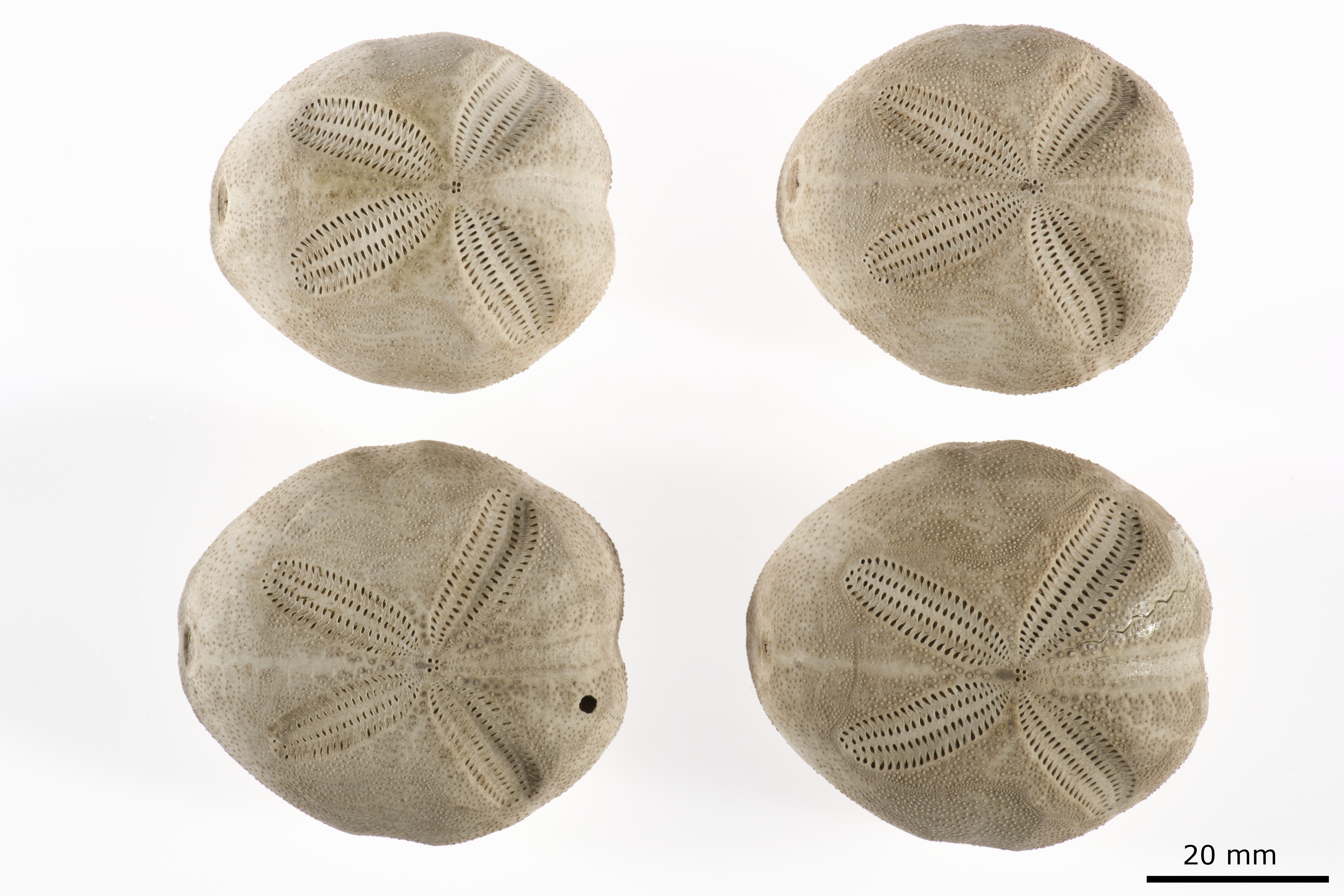
Brissopsis evanescens (NHMD)
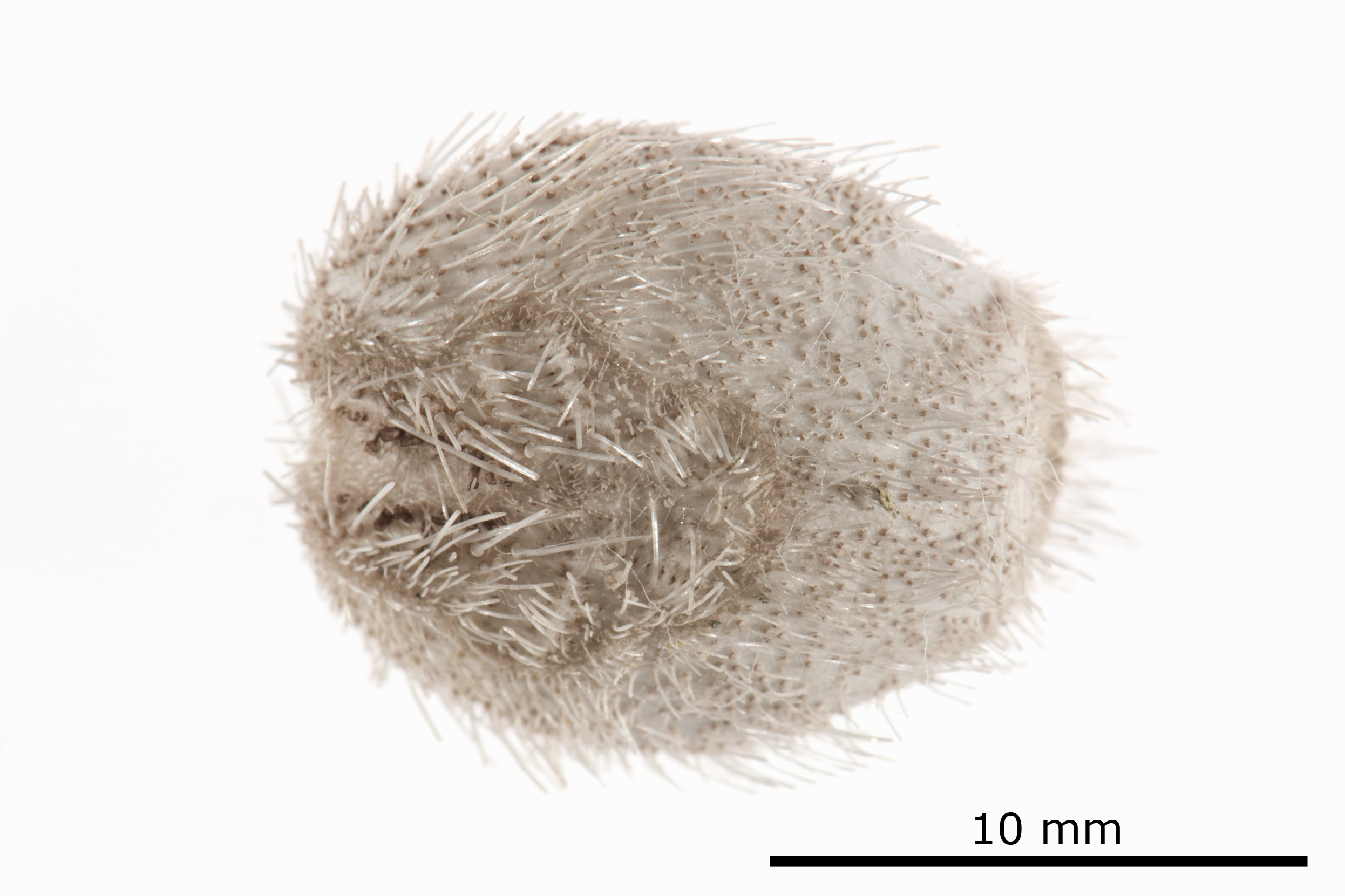
Brissopsis jarlii
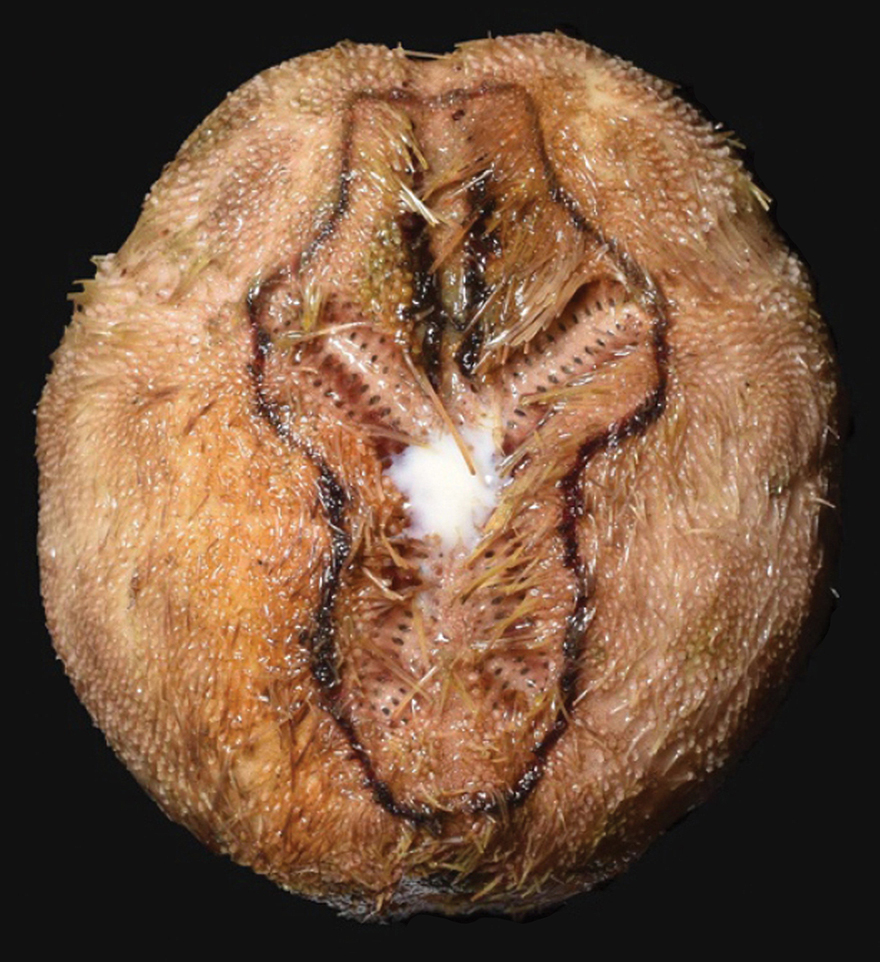
Brissopsis luzonica
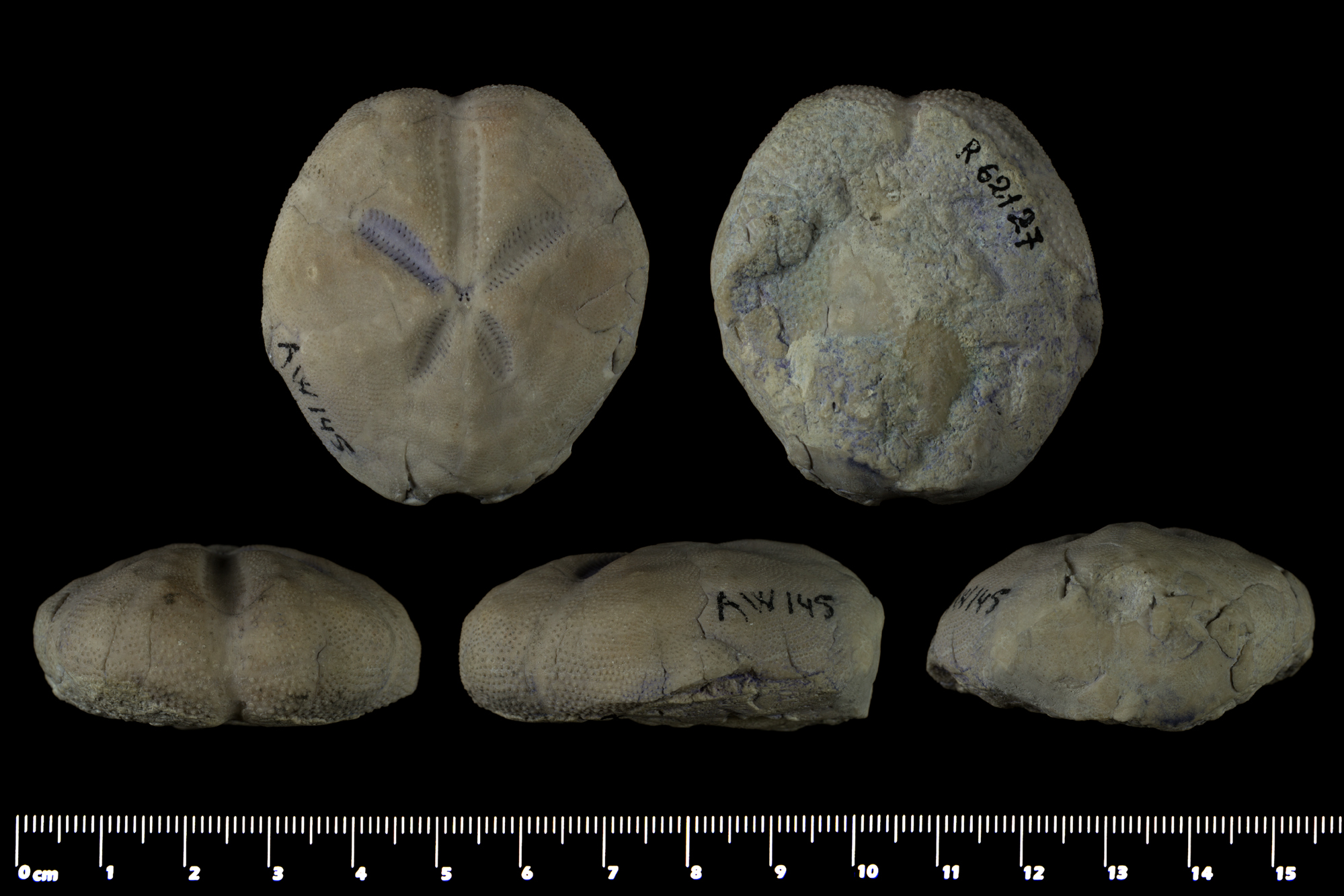
Brissopsis lyrifera (MNHN)
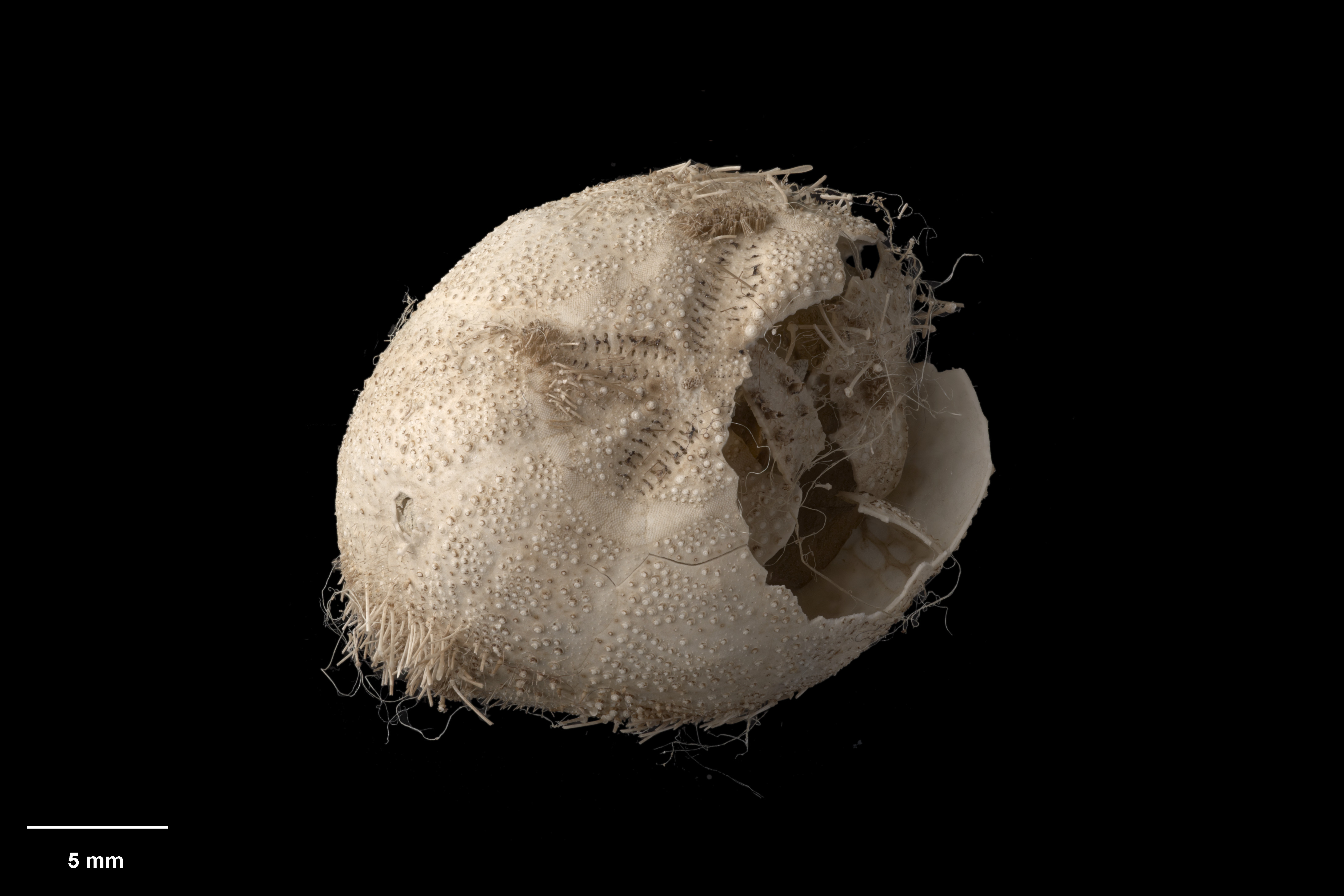
Brissopsis oldhami
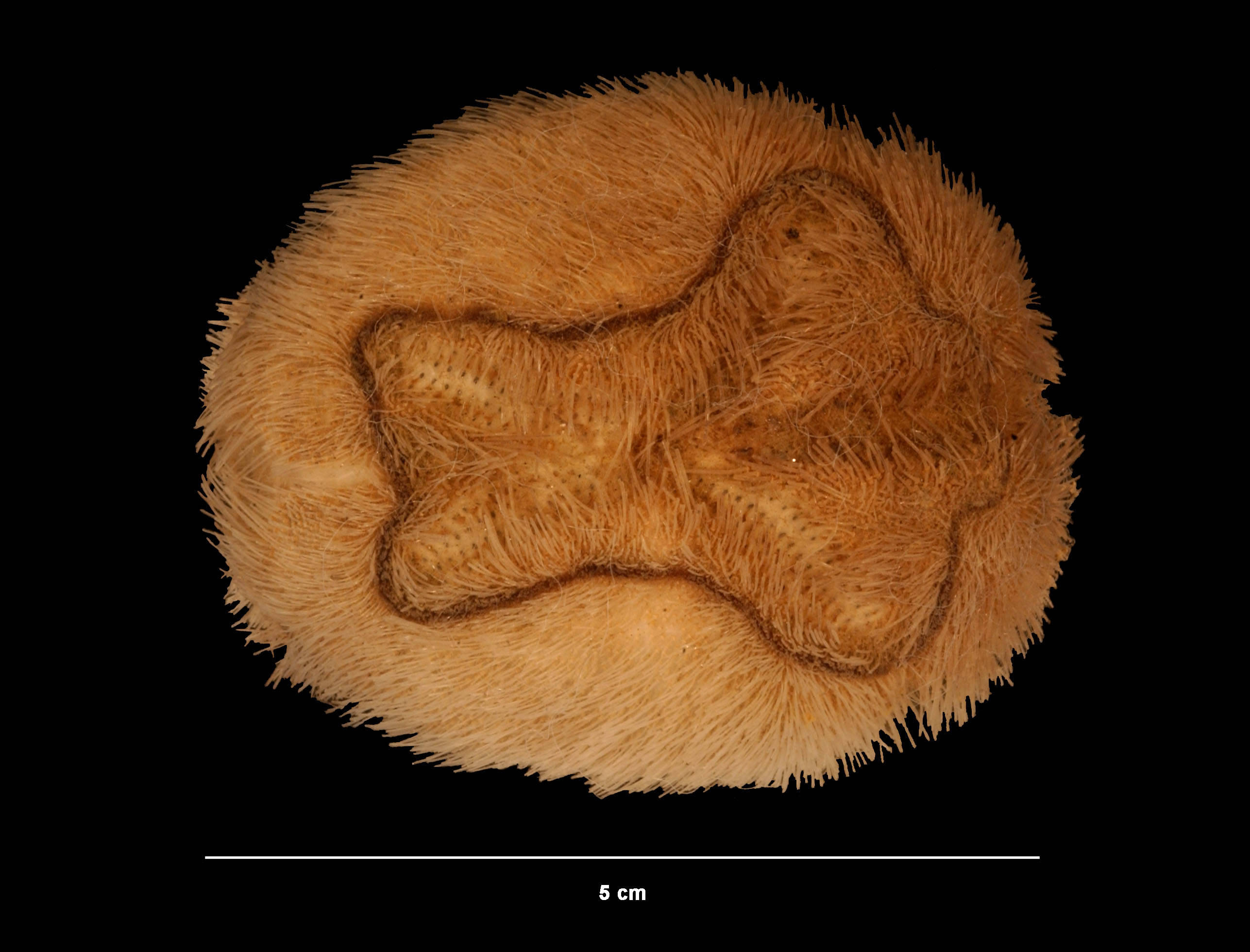
Brissopsis pacifica (USNM)
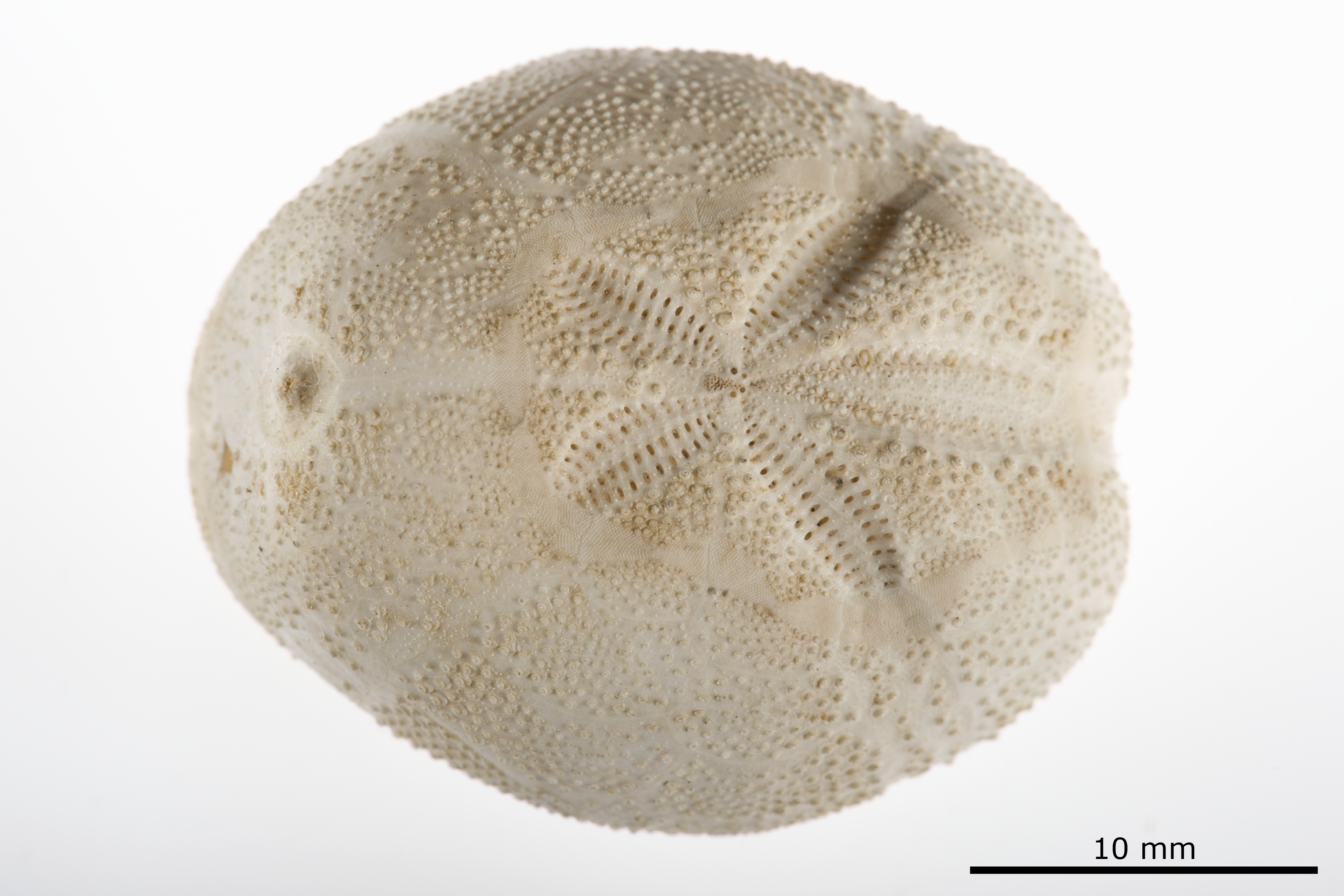
Brissopsis zealandiae (NHMD)